# 李需民
李需民（1960年10月1日—），中国作曲家，国家一级导演，民族声乐理论研究学者。
毕业于齐齐哈尔师范大学艺术学院，进修于中国音乐学院。担任中国音乐文化促进会常务理事，中国音乐家协会会员，“中国红歌会”（江西卫视）评审、广东省影视艺术评委。